# Nemoron
Nemoron is een geslacht van kreeftachtigen uit de klasse van de Malacostraca (hogere kreeftachtigen).

## Soort
- Nemoron nomas Ng, 1996